# Torre Rinalda
Torre Rinalda is een plaats (frazione) in de Italiaanse gemeente Lecce.